# Carl Skottsberg
Carl Johan Fredrik Skottsberg (Karlshamn, 1º dicembre 1880 – Göteborg, 14 giugno 1963) è stato un botanico ed esploratore svedese dell'Antartide.

## Gioventù
Skottsberg nacque a Karlshamn ed iniziò gli studi accademici presso l'università di Uppsala nel 1898 laureandosi ed ottenendovi un dottorato nel 1907.

## Carriera
Skottsberg partecipò alla spedizione Nordenskjöld-Larsen del 1901-1903 sulla nave Antarctic, prima di guidare la spedizione magellanica svedese in Patagonia nel 1907-1909. Si crede che Carl Skottsberg sia stato l'ultimo ad aver visto viva la pianta Santalum fernandezianum durante la visita alle isole Juan Fernández nel 1908.
Fu conservatore presso il museo botanico dell'università di Uppsala dal 1909 al 1914, guidò i lavori per il nuovo orto botanico di Göteborg dal 1915 e fu nominato professore e direttore del orto botanico di Göteborg nel 1919.
Skottsberg fu membro della Accademia reale svedese delle scienze e di molte altre società svedesi, e fu eletto membro della Royal Society nel 1950. Quello stesso anno presiedette il 7º Congresso botanico internazionale. Ricevette la medaglia Darwin-Wallace della Linnean Society of London nel 1958, e la medaglia Linneana nel 1959.
Fu sepolto nel cimitero Östra kyrkogården a Göteborg.